# UDFj-39546284
UDFj-39546284 è un oggetto di natura stellare annunciato nel gennaio del 2011. È il più vecchio oggetto individuato attraverso le osservazioni del Telescopio Spaziale Hubble nell'infrarosso.

## Scoperta
L'oggetto fu identificato da G. Illingworth (Università della California), R. Bouwens (Università della California e Università di Leida) e dal HUDF09 Team nel corso del 2009 e 2010 ed è situato nella costellazione della Fornace.

Inizialmente (novembre 2012), utilizzando i dati fotometrici dei telescopi spaziali Hubble e Spitzer nell'ambito del Hubble Extreme Deep Field (XDF), è stato attribuito un redshift di z~10 (una distanza percorsa dalla luce di 13,2 miliardi di anni per giungere fino a noi). In seguito (dicembre 2012) si è ipotizzato, sempre con i dati dei telescopi spaziali, nell'osservazione del Campo ultra profondo di Hubble (HUDF), che potesse avere il valore record di z = 11,9 che corrisponderebbe ad una strabiliante età di 13,3 miliardi di anni.

Successivi articoli del marzo 2013 hanno ridimensionato il suo redshift ad un decisamente più modesto seppur ragguardevole z=2,2 (un tempo di percorrenza della luce 10,7 miliardi di anni per giungere fino a noi), poiché il precedente risultato era stato influenzato da interferenze nelle linee spettrali. Queste ricerche suggerivano inoltre che l'oggetto potesse non essere una galassia ma un oggetto di entità minore.

## Galleria d'immagini

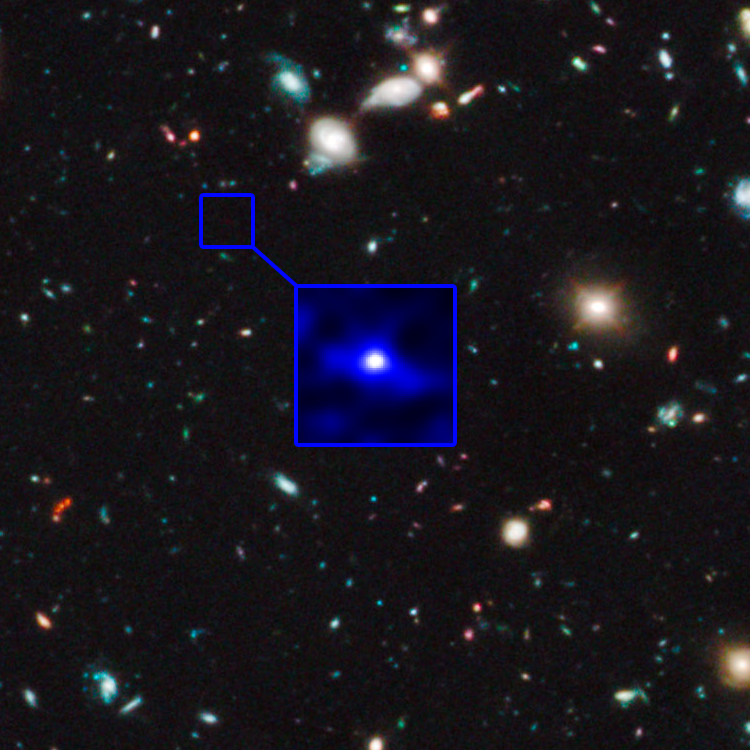
UDFj-39546284
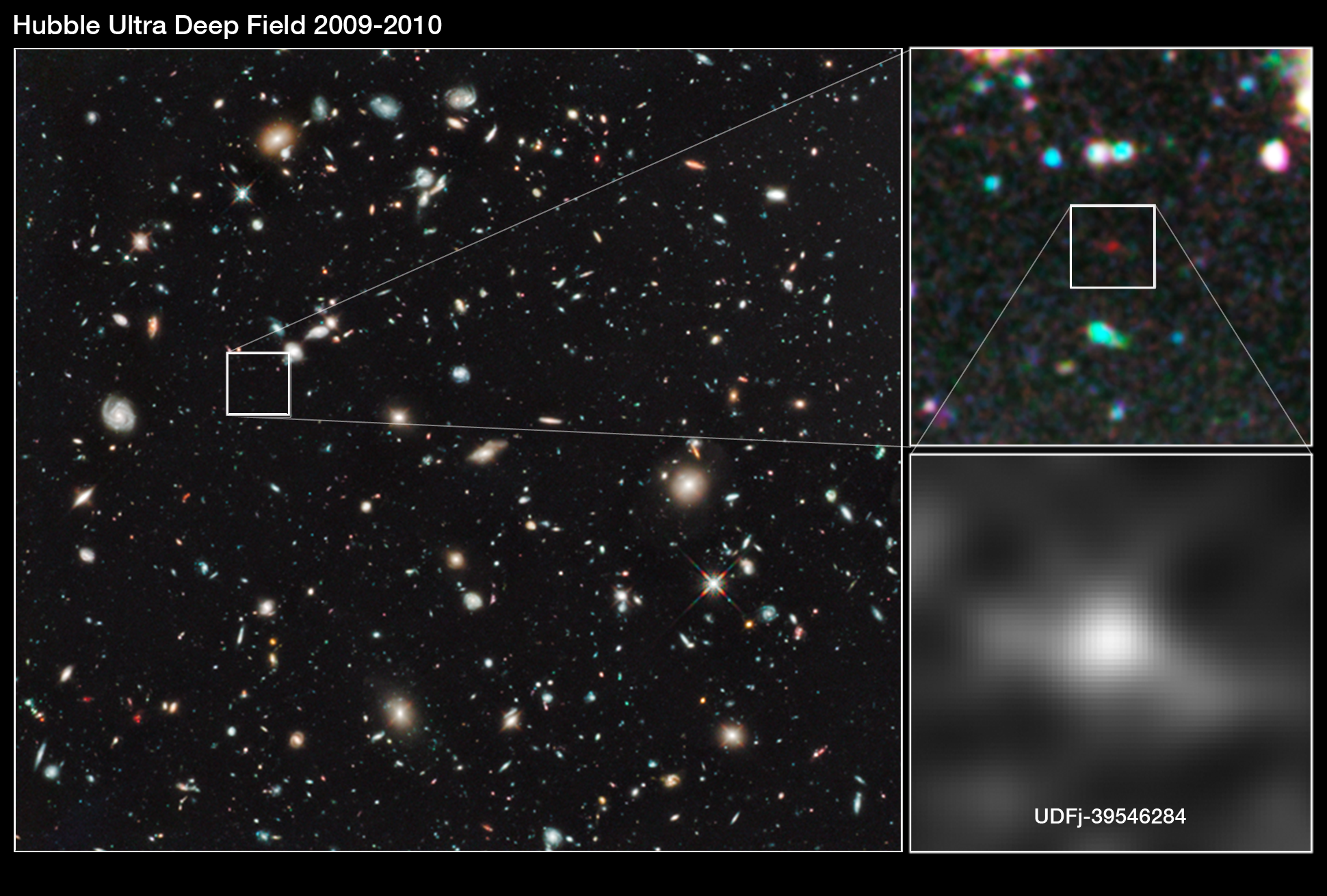
UDFj-39546284 (appare come un debole punto rosso)
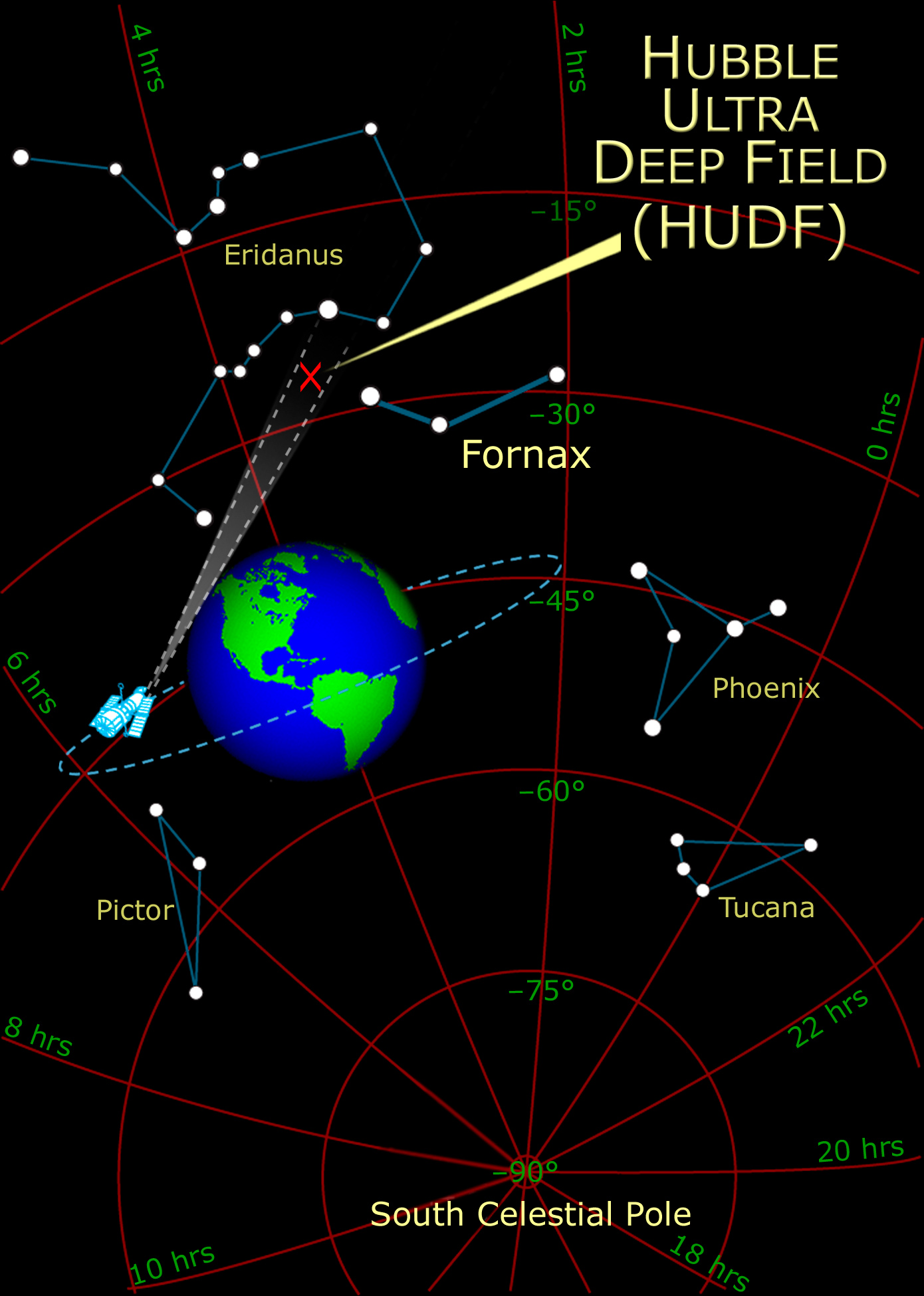
Area di osservazione del Campo ultra profondo di Hubble
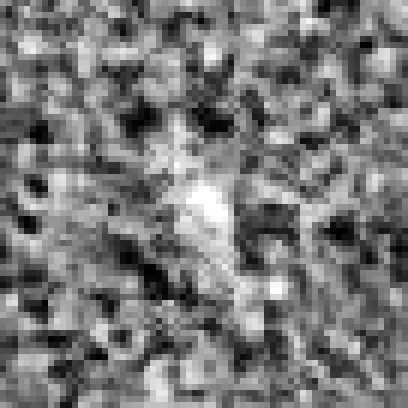
UDF12-3954-6284
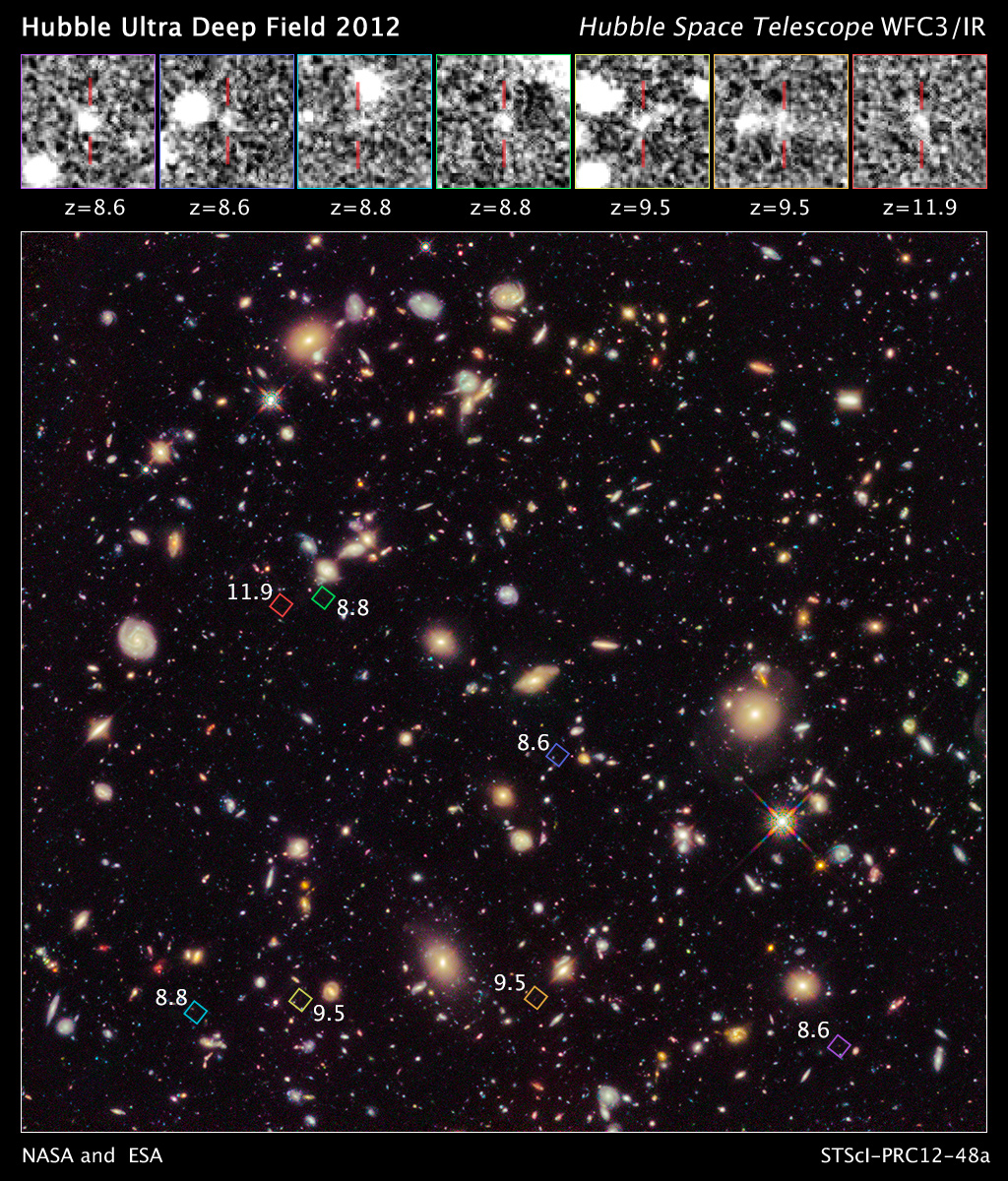
Hubble Ultra Deep Field 2012
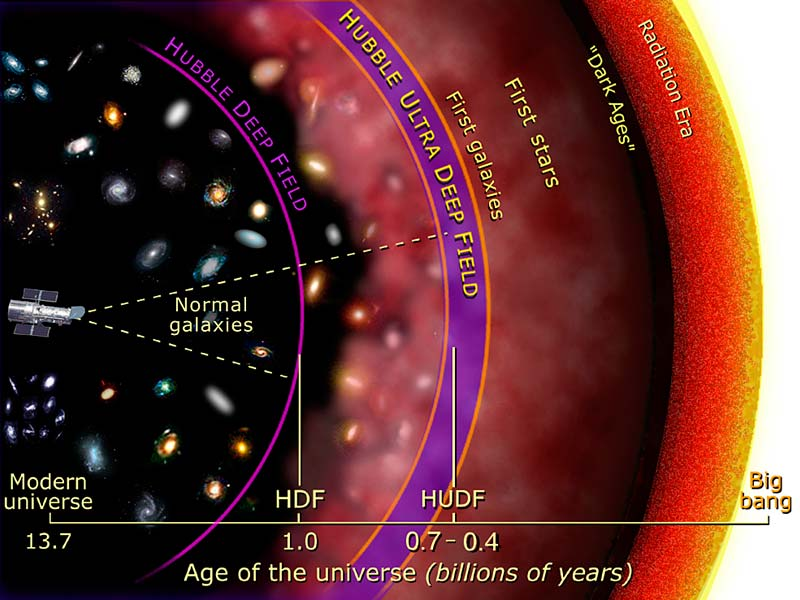
Diagramma dell'Hubble Ultra Deep Field